# فيرجينيا غوردون
فيرجينيا غوردون (بالإنجليزية: Virginia Gordon)‏ هي بلاي ميت وممثلة أمريكية، ولدت في 28 أكتوبر 1936 في فيرجينيا الغربية في الولايات المتحدة. من الجوائز التي نالتها بلاي بوي بلاي ميت سنة 1959.

## جوائز
- بلاي بوي بلاي ميت (1959)

## وصلات خارجية
- فيرجينيا غوردون على موقع IMDb (الإنجليزية)
- فيرجينيا غوردون على موقع قاعدة بيانات الفيلم (الإنجليزية)